# Canal Grande

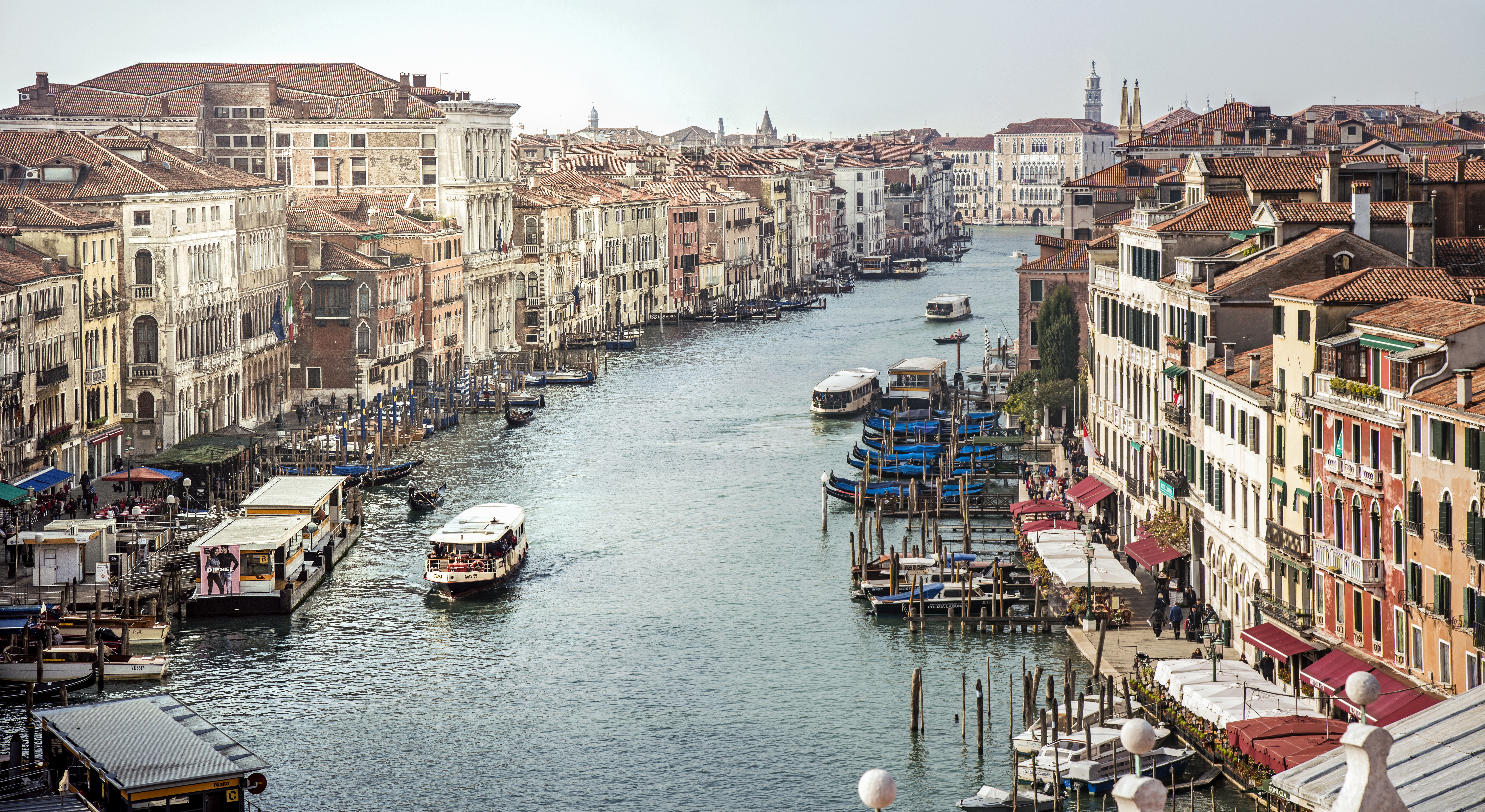
Canal Grande – widok z Mostu Rialto

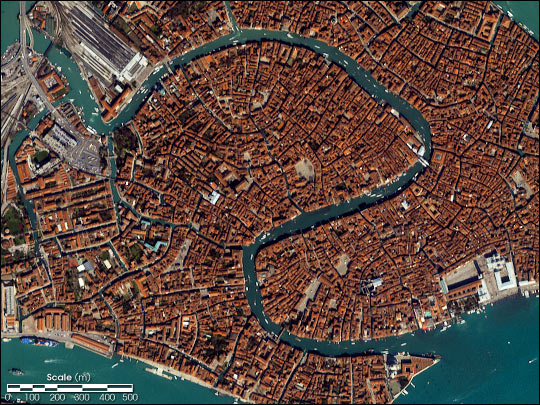
Widok z lotu ptaka

Canal Grande – cieśnina w Wenecji o długości 3,8 km. Ma kształt odwróconej litery „S” i przepływając przez środek miasta dzieli je na dwie części, każda po 3 dzielnice (sestieri): Cannaregio, San Marco i Castello, Santa Croce, San Polo i Dorsoduro. 
Szerokość cieśniny waha się od 30 do 60 m osiągając głębokość nawet do 6,0 m. Brzegi łączą cztery mosty:
- Most Akademii (wł. Ponte dell'Accademia)
- Most Bosych (wł. Ponte degli Scalzi)
- Most Rialto (wł. Ponte di Rialto)
- Most Konstytucji (wł. Ponte della Costituzione)

Kanał został zbudowany w XV wieku i łączy wenecką lagunę (Piazzale Roma przy dworcu kolejowym) z kanałem św. Marka (Canale di San Marco), przy Piazzetta di San Marco. 
Wzdłuż jego brzegów znajduje się ponad 170 budowli z fasadami skierowanymi w stronę wody, które można podziwiać podczas wycieczki gondolą albo tramwajem wodnym (vaporetto). Większość z nich została wzniesiona pomiędzy XIII, a XVII wiekiem. Najbardziej znane budowle to:
- pałac Ca’ d’Oro (Złoty Dom)
- kościół Santa Maria della Salute
- pałac Ca’ Da Mosto